# ساینفلد (نام خانوادگی)
ساینفلد می‌تواند یکی از موارد زیر باشد:
- اوان ساینفلد، (۱۹۶۷) بازیگر، موسیقیدان، کارگردان، عکاس، نویسنده و بازیگر سابق پورنوگرافی آمریکایی.
- جری ساینفلد، (۱۹۵۴) تهیه کننده، بازیگر، کمدین و نویسنده آمریکایی.